# Alive or Just Breathing
Albums de Killswitch Engage
Killswitch Engage The End of Heartache
Alive or Just Breathing est un album musical, sorti le 21 mai 2002, du groupe de metalcore américain Killswitch Engage recensant 12 titres et produit par Adam Dutkiewicz. 

## Liste des pistes
1. Numbered Days - 3:35
2. Self Revolution - 3:08
3. Fixation On The Darkness (Avec Cortese) - 3:37
4. My Last Serenade  - 4:13
5. Life To Lifeless - 3:17
6. Just Barely Breathing - 5:41
7. To The Sons Of Man - 1:57
8. Temple From The Within - 4:04
9. The Element Of One - 4:08
10. Vide Infra - 3:27
11. Without A Name - 1:44
12. Rise Inside - 5:54

CD Bonus de la ré-édition en 2005
1. In the Unblind - 2:48
2. When the Balance Is Broken - 4:35
3. Untitled and Unloved - 3:20
4. Numbered Days (Version Demo) - 3:37
5. Transfiguration a.k.a. Fixation on the Darkness (Version Demo) - 3:38
6. Just Barely Breathing (Version Demo)	- 5:13
7. Fixation on the Darkness (Howard Jones Version) - 3:37
8. Studio Out Takes - 1:17